# Agustín Aguirre y Ramos
Agustín Aguirre y Ramos (* 5. Mai 1867 in San Sebastián, Sinaloa, Mexiko; † 7. Mai 1942 in Culiacán) war ein mexikanischer Geistlicher und Bischof von Sinaloa.

## Leben
Agustín Aguirre y Ramos studierte Katholische Theologie und Philosophie am Priesterseminar in Guadalajara. Er empfing am 3. Dezember 1893 das Sakrament der Priesterweihe. Aguirre y Ramos wurde zum Doktor der Theologie promoviert. Anschließend war er Rektor des Colegio de la Purísima in Zapopan.
Am 23. Juni 1922 ernannte ihn Papst Pius XI. zum Bischof von Sinaloa. Der Erzbischof von Guadalajara, Francisco Orozco y Jiménez, spendete ihm am 1. Oktober desselben Jahres die Bischofsweihe; Mitkonsekratoren waren der Bischof von Zamora, Manuel Fulcheri y Pietrasanta, und der Bischof von Ciudad Victoria-Tamaulipas, José Guadalupe Ortíz y López. Die Amtseinführung fand am 11. Dezember 1922 statt.